# Cantonul Bellac
Cantonul Bellac este un canton din arondismentul Bellac, departamentul Haute-Vienne, regiunea Limousin, Franța.

## Comune
| Comune                  | Populație (1999) | Cod poștal | Cod INSEE |
| ----------------------- | ---------------- | ---------- | --------- |
| Bellac                  | 4.317            | 87300      | 87011     |
| Blanzac                 | 485              | 87300      | 87017     |
| Blond                   | 747              | 87300      | 87018     |
| Peyrat-de-Bellac        | 1.124            | 87300      | 87116     |
| Saint-Bonnet-de-Bellac  | 535              | 87300      | 87139     |
| Saint-Junien-les-Combes | 186              | 87300      | 87155     |